# Panera Bread
Panera Bread Company, i storstadsområdet Saint Louis heter företaget Saint Louis Bread Company, är en amerikansk restaurangkedja som säljer bland annat bakverk, bröd, grötar, kaffe, macaroni and cheese, pasta, sallader, smoothies, smörgåsar, soppor, stilldrinkar, sufflér, téer och wraps. De förfogar över 2 170 restauranger i 47 amerikanska delstater och District of Columbia samt 19 restauranger i Kanada. Restaurangkedjan ägs av det luxemburgska förvaltningsbolaget JAB Holding Company.
Panera Bread har sitt ursprung från 1976 när Au Bon Pain grundades av det franska tillverkningsföretaget av bakredskap, Pavailler. Fransmännen använde dotterbolaget till att marknadsföra ugnar, med att baka och sälja franska bakverk, i Boston, Massachusetts. 1978 köpte investeraren Louis Kane Au Bon Pain för 1,5 miljoner amerikanska dollar och gjorde om den till en renodlad kafékedja. 1981 investerade även Ronald M. Shaich och hans far Joseph Shaich i företaget. 1987 grundade Ken Rosenthal ett bageri med namnet Saint Louis Bread Company i närheten av Kirkwood i Missouri. 1993 köpte Au Bon Pain, som ägdes av det publika företaget Au Bon Pain Co. via Kane och Shaich, Saint Louis Bread Company för 24 miljoner dollar. Fyra år senare bestämde man sig att restaurangkedjan skulle byta till det nuvarande namnet eftersom kedjan skulle representera hela USA och inte bara staden Saint Louis, det gamla namnet behölls dock för Saint Louis storstadsområde. 1999 såldes kafékedjan Au Bon Pain till riskkapitalbolaget Bruckmann, Rosser, Sherrill & Co. för 73 miljoner dollar och samtidigt bytte Au Bon Pain Co. namn till Panera Bread Company. I oktober 2008 öppnade man upp sin första restaurang utanför USA, i Richmond Hill, Ontario i Kanada. Den 18 juli 2017 köpte JAB ut Panera Bread Company från börsen för en kostnad på omkring 7,5 miljarder dollar. Den 8 november meddelade man att man hade köpt tillbaka Au Bon Pain.
De hade 2016 en omsättning på nästan 2,8 miljarder dollar och hade en personalstyrka på omkring 50 800 anställda. Deras huvudkontor ligger i Sunset Hills i Missouri.